# Euthyphasis
Euthyphasis är ett släkte av skalbaggar. Euthyphasis ingår i familjen vivlar.
Kladogram enligt Catalogue of Life:
| Euthyphasis | \| \| Euthyphasis acuta \| \| \| \| \| \| Euthyphasis funerea \| \| \| \| \| \| Euthyphasis parva \| \| \| \| |
|             | \| \| Euthyphasis acuta \| \| \| \| \| \| Euthyphasis funerea \| \| \| \| \| \| Euthyphasis parva \| \| \| \| |
|             | Euthyphasis acuta                                                                                             |
|             | |
|             | Euthyphasis funerea                                                                                           |
|             | |
|             | Euthyphasis parva                                                                                             |
|             | |